# 内山絵里加
内山 絵里加（うちやま えりか、1988年11月29日 - ）は、日本のフリーアナウンサー。

## 来歴
浜松市浜名区（旧細江町）出身。祖父はいなさ牛乳（いなさ酪農業協同組合）の生産者として牛を飼っていた。身長155.6cm。10cmヒールを愛用。苦手なものは野菜、特技は牛の乳搾り。
浜松市立中川小学校、浜松市立細江中学校、浜松日体高等学校、青山学院大学文学部日本文学科卒業。大学在学中に報道番組『News Access』（BS朝日）に学生キャスターとして出演していた。
2011年、静岡放送にアナウンサーとして入社。半年後、夕方の報道・情報番組である『SBSイブニングeye』（現『イブアイしずおか』）のメインキャスターの一人に抜擢。
以後10年間に渡りニュースキャスターをつとめる。（歴代最長）ブログでは独特の表現で番組の裏話を紹介している。
2015年3月から同年末まで地域活性化を目的に民放テレビ4局が展開する合同キャンペーン「静岡wktk（ワクテカ）プロジェクト」で、各局女性アナウンサーでつくるグループ「4siz（フォーシズ）」のSBS代表として選ばれた。
2015年7月18日、出身地の浜松市北区細江町を管轄する細江警察署の一日署長を務めた。女性警察官の制服に身を包み、地元の安全安心まちづくり協議会などが主催するパレードに参加し、住民に対して事故防止や詐欺被害防止を呼び掛けた。
2022年3月末をもって11年間勤務した静岡放送を退社することを2022年3月7日放送の『内山絵里加のふくわうち』で発表、4月以降もフリーアナウンサーとして出演を継続する。同年11月29日に結婚。
2023年1月13日には遠鉄ストア応援隊長に就任し、CMもできた。

## フリー転向後出演
特記なきものは静岡放送の番組

### テレビ番組
- トコチャンワイド - 金曜キャスター（TOKAIケーブルネットワーク、2022年7月8日 -  ）
- 静岡発そこ知り - 準レギュラー
- ヨエロスン - ヨエロスンファミリー（2023年8月11日 - ）[11]

### ラジオ番組
- 内山絵里加のふくわうち（2020年3月30日 - 2022年6月30日） - メインパーソナリティ
- ふくわうち - 水・木曜パートナー（2022年7月4日 - 2023年3月31日）
- それいけ！曖昧moco（2023年4月8日〜）

単発
- おとなりさん（文化放送、2022年12月16日） - 全国のラジオパーソナリティ・ラジオ番組を紹介する金曜9時台前半のコーナー「教えて!全国☆ラジオスター」にゲスト出演（リモート）。

### CM
- 聴こえ♪ルンです（2022年12月 - 、やまと興業）
- おいしいと、たのしいと、遠鉄ストア篇（2023年1月 - 、遠鉄ストア）
- リバティーリゾート大東温泉（2022年11月 - ）
- 静岡労働局（2022年6月 - ）
- ヒノキクラフト ランドセルスツール（2022年7月 - ）
- 静岡県石油組合（2022年9月 - ）
- ドリームスタッフ（2023年１０月-）

### その他
- オークラアクトシティホテル浜松 アンバサダー就任（2022年12月）
- オールフォーワングループ メディア顧問就任（2022年12月）
- ご当地お弁当プロジェクト 座談会（2023年1月）
- 遠鉄ストア 応援隊長就任（2023年1月13日）
- 住友林業浜松支店 アンバサダー就任（2023年10月-）

## 静岡放送時代の担当番組
SBSテレビ
- Soleいいね!（2011年8月、木曜日）
- イブアイしずおか - メインキャスター（2011年10月3日 - 2019年9月27日、月 - 金曜日担当）
- ORANGE - 曜日ニュースキャスター（2019年10月 - 2021年3月）
- 静岡新聞ニュース（静岡放送）

SBSラジオ
- アナらじ（2011年10月 - 2016年3月）
- 内山絵里加のMUSIC DIVE（2013年3月 - 2015年9月）
- 鉄崎幹人のWASABI - 水曜・木曜パートナー（2019年10月2日 - 2020年3月26日）
- 内山絵里加のふくわうち（2020年3月30日 - 2023年6月30日）[注 1]
- 静岡新聞ニュース（静岡放送）